# الخارجي (الرجم)

تعديل مصدري - تعديل

الخارجي هي إحدى قرى عزلة الروحاني بمديرية الرجم التابعة لمحافظة المحويت، بلغ تعداد سكانها 603 نسمة حسب تعداد اليمن لعام 2004.